# (1332) Marconia
(1332) Marconia – planetoida z pasa głównego asteroid okrążająca Słońce w ciągu 5 lat i 135 dni w średniej odległości 3,07 au. Została odkryta 9 stycznia 1934 roku w obserwatorium w Pino Torinese przez Luigiego Voltę. Nazwa planetoidy pochodzi od Guglielmo Marconiego (1874-1937), włoskiego fizyka, laureata nagrody Nobla. Przed nadaniem nazwy planetoida nosiła oznaczenie tymczasowe (1332) 1934 AA.